# Roberto Spampatti
Roberto Spampatti (28 dicembre 1965) è un ex sciatore alpino italiano.

## Biografia
Originario di Clusone e attivo tra la fine degli anni 1980 e i primi anni 1990, ottenne buoni risultati nella stagione di Coppa Europa 1987-1988, piazzandosi al 5º posto nella classifica generale e al 3º in quella di slalom gigante. In Coppa del Mondo ottenne il primo risultato di rilievo il 21 gennaio 1990 a Kitzbühel (13º in slalom speciale) e l'unico podio il 23 novembre 1991, quando giunse terzo nello slalom gigante di Park City dietro al compagno di squadra Alberto Tomba e allo svizzero Paul Accola; il suo ultimo piazzamento in carriera fu il 23º posto ottenuto nello slalom gigante di Coppa del Mondo disputato a Sölden il 30 ottobre 1993. Non prese parte a rassegne olimpiche o iridate.

## Palmarès

### Coppa del Mondo
- Miglior piazzamento in classifica generale: 42º nel 1992
- 1 podio (in slalom gigante):
  - 1 terzo posto

### Coppa Europa
- Miglior piazzamento in classifica generale: 5º nel 1988

### Campionati italiani
- 5 medaglie[1]:
  - 1 oro (slalom gigante nel 1988)
  - 3 argenti (slalom gigante nel 1986; slalom speciale nel 1990; slalom gigante nel 1991)
  - 1 bronzo (slalom speciale nel 1988)